# Fablok 6D
Fablok 6D (typy fabryczne Ls800E i Ls800P, typ konstrukcyjny 6D wraz z podtypami, seria PKP SM42) – normalnotorowa manewrowa lokomotywa spalinowa produkowana w zakładach Fablok w Chrzanowie w latach 1963–1992 oraz oferowana do 2013. W sumie wyprodukowano i dostarczono 1822 egzemplarze tego typu, w tym 1157 dla PKP.
Lokomotywy SM42 są najpopularniejszą serią lokomotyw spalinowych w Polsce (w grudniu 2009 istniały 1224 egzemplarze, w tym 867 w barwach PKP Cargo).

## Historia
Lokomotywa typu 6D została zaprojektowana przez Centralne Biuro Konstrukcyjne Przemysłu Taboru Kolejowego z Poznania w latach 1958–1962, a następnie jej wykonanie zostało zlecone zakładom Fablok z Chrzanowa. Spalinowozy te skonstruowano z przeznaczeniem do ciężkich prac manewrowych, a także prowadzenia lekkich pociągów towarowych. Najważniejszym czynnikiem była jednak kwestia wyeliminowania parowozów z pracy manewrowej oraz zdolność do formowania cięższych składów dla nowo wprowadzanych ciężkich lokomotyw spalinowych serii ST43 i ST44 oraz elektrycznych ET21. SM42 to pierwsze krajowe lokomotywy spalinowe większej mocy, dzięki którym wprowadzenie trakcji spalinowej na PKP nabrało większego tempa.
Spalinowozy od numeru 521 wyposażone zostały w lżejsze wózki typu 1LN bez belki bujakowej. W latach 70. 39 sztuk wyposażono w instalację ogrzewania 500 V z zasilaniem z prądnicy głównej, tworząc typ 101D. Produkcja dla PKP trwała do 1981, a następnie w niewielkim zakresie od 1985 do 1992. Na bazie SM42 powstała także prototypowa lokomotywa akumulatorowa EPA42.
Oprócz produkcji dla przewoźnika państwowego, w latach 1969–1992 wyprodukowano także 622 egzemplarze dla kolei przemysłowych. W latach 1972–1975 wyeksportowano 37 lokomotyw w ramach zamówienia dla Kolei Marokańskich (seria DG200). W 1982 przedsiębiorstwo Dromex, budujące drogi w Iraku, zamówiło 6 lokomotyw SM42 w wersji podobnej do dostarczanych dla Maroka.
Lokomotywa była oferowana w wersji fabrycznej 6Da i zmodernizowanej 6Da/R do maja 2013, gdy została ogłoszona upadłość likwidacyjna Fabloku.
| Typ fabryczny | Typ konstrukcyjny | Producent lub modernizator | Lata budowy | Liczba sztuk | Odbiorca             |                      |
| ------------- | ----------------- | -------------------------- | ----------- | ------------ | -------------------- | -------------------- |
| Ls800E        | 6D                | Fablok                     | 1963–1972   | 1157         | PKP                  | [ 2 ]                |
| Ls800E        | 6Da               | Fablok                     | 1972–1992   | 1157         | PKP                  | [ 2 ]                |
| Ls800P        | 6D                | Fablok                     | 1969–1972   | 622          | koleje przemysłowe   | [ 2 ]                |
| Ls800P        | 6Da               | Fablok                     | 1972–1992   | 622          | koleje przemysłowe   | [ 2 ]                |
| Ls800/M       | 6DM               | Fablok                     | 1973–1975   | 37           | ONCF (Maroko)        | [ 2 ] [ 6 ]          |
| –             | 6DI               | Fablok                     | 1982        | 6            | Dromex (Irak)        | [ 2 ]                |
| –             | 6Dc               | ZNTK Piła                  | 1996        | 1            | PKP                  | [ 2 ]                |
| Ls1000        | 6Dd               | PTKiGK Rybnik              | 1997–2002   | 2            | PTKiGK Rybnik        | [ 2 ]                |
| –             | 6De               | ZNTK Poznań                | od 1998     | 7            | ISD Huta Częstochowa | [ 7 ] [ 8 ]          |
| –             | 6Df               | ZNTK Poznań                | od 2002     |              |                      | [ 9 ]                |
| –             | 6Dg               | Newag                      | od 2007     | ponad 160    | różni                | [ 2 ] [ 10 ]         |
| –             | 6Dh-1             | Tabor Dębica               | od 2016     | 19           | różni                | [ 11 ] [ 12 ] [ 13 ] |
| –             | 6Di               | Pesa                       | 2015        | 1            |                      | [ 14 ]               |
| –             | 6Dk               | Pesa, CZ Loko              | 2010–2012   | 5            | PKP Cargo            | [ 15 ]               |
| –             | 6Dk               | Pesa, CZ Loko              | 2012        | 1            | Majkoltrans          | [ 16 ]               |
| –             | 6Dl               | Newag                      | 2014–2015   | 10           | PKP Intercity        | [ 10 ]               |
| –             | 6Dm               | Orion Kolej                | 2015        | 1            |                      |                      |
| –             | 18D               | Newag                      | 2014        | 10           | PKP Intercity        | [ 10 ]               |

## Konstrukcja

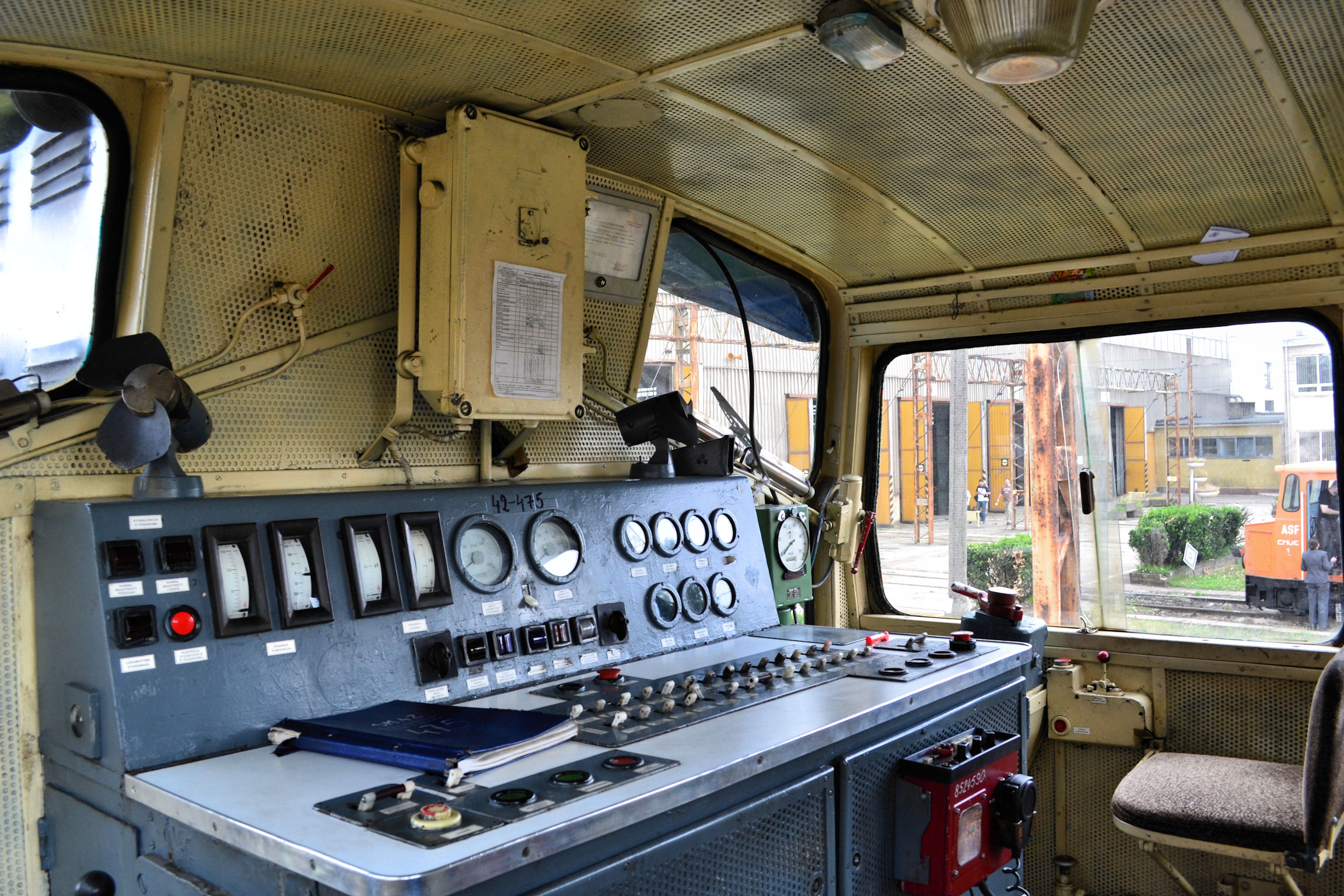
Kabina maszynisty

SM42 to jednokabinowa 4-osiowa lokomotywa o układzie osi Bo’Bo' z przekładnią elektryczną i elektropneumatycznym sterowaniem. Źródłem mocy jest silnik spalinowy z zapłonem samoczynnym oznaczony jako a8C22 o mocy 800 KM (590 kW) i pojemności 81,6 l, którego producentem były Zakłady Cegielskiego w Poznaniu. Silnik ten posiada nietypowy dla silnika widlastego kąt rozwidlenia cylindrów wynoszący 50 stopni. Kąt ten był podyktowany koniecznością uzyskania możliwie wąskiego silnika i całego przedziału silnikowego lokomotywy, celem zachowania widoczności z kabiny maszynisty. Silnik ten nie jest dobrze wyrównoważony, przez co generowane są mocne drgania. Silnik wysokoprężny napędza prądnicę główną (prądu stałego), skąd prąd kablami płynie do szafy sterowniczej, a stamtąd do czterech silników trakcyjnych na wózkach (1 silnik na oś). Maszynista kręcąc nastawnikiem zmienia wzbudzenie wzbudnicy, co powoduje zmianę wzbudzenia prądnicy głównej i w efekcie zmianę napięcia na zaciskach prądnicy głównej. Regulacji mocy i obrotów silnika spalinowego dokonuje regulator obrotów Woodwarda przez zmianę ilości paliwa dopływającego do cylindrów. Regulator Woodwarda wpływa też na wzbudzenie wzbudnicy.
Lokomotywa wyposażona jest w czuwak aktywny.
Lokomotywa SM42 ma dwa stopnie usprężynowania: rama wózka względem maźnic (łożysk zestawów kołowych) za pomocą resorów piórowych i podkładek gumowych oraz osprężynowanie między ostoją lokomotywy a ramą wózka.
Lokomotywa SM42 umożliwia pracę w trakcji podwójnej (o ile nie dokonano zmian w aparaturze). Z jednego miejsca można wtedy sterować dwiema jednostkami.

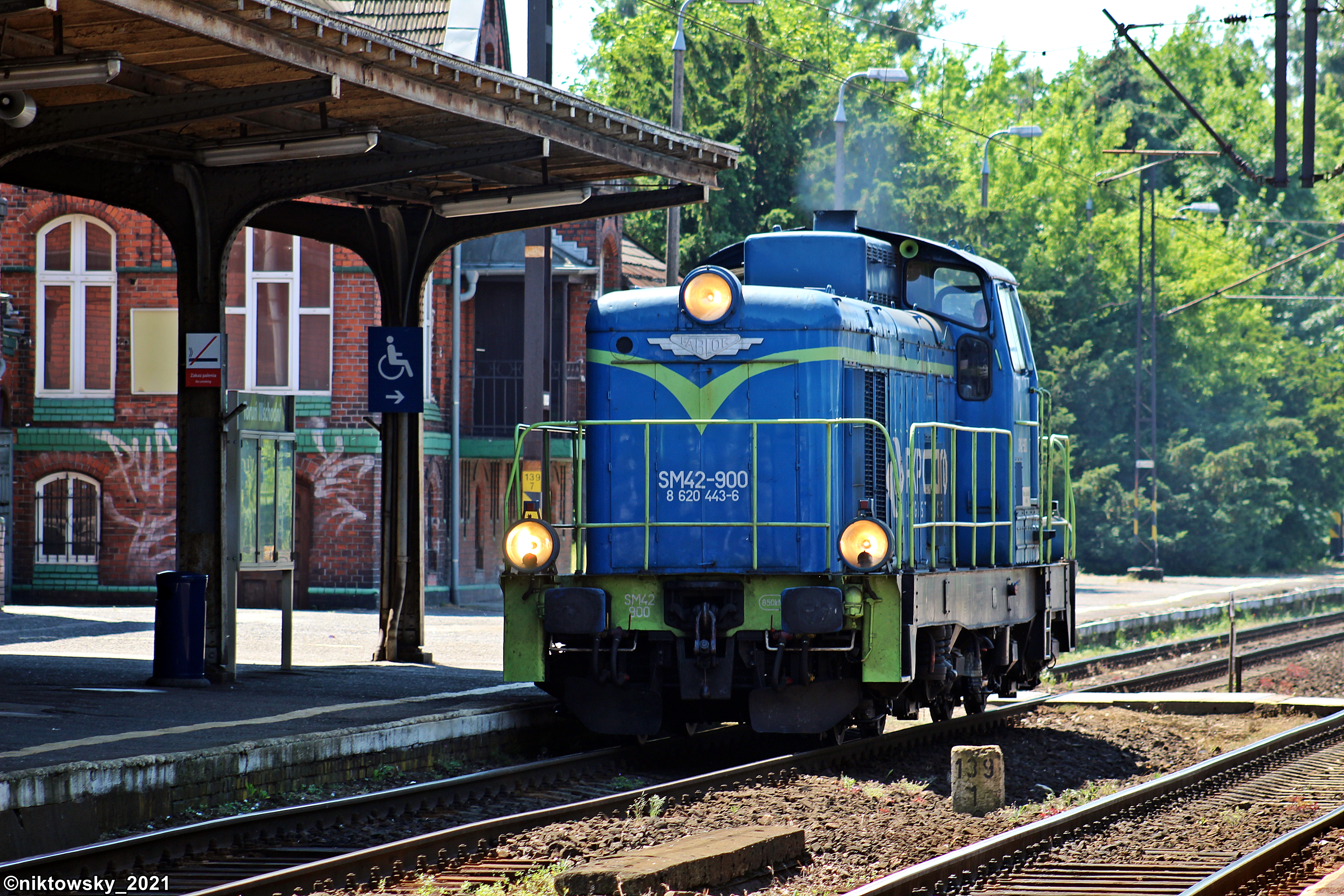
SM42-900 w malowaniu PKP Cargo

### Modernizacje

#### 6Dc
W 1996 Biuro Konstrukcyjne przy ZNTK Piła przy współudziale OBRPS i CBK PKP opracowało projekt modernizacji lokomotywy typu 6D do typu 6Dc z wykorzystaniem podzespołów importowanych z Niemiec. Zmodernizowano lokomotywę SM42-039, w której zamontowano wysokoobrotowy silnik MTU o większej mocy, prądnicę główną prądu przemiennego, nową amortyzowaną kabinę maszynisty, urządzenia do smarowania obrzeży kół i halogenowe reflektory. Zastosowano także możliwość kierowania pojazdem drogą radiową. Lokomotywa otrzymała nowe oznaczenie SM42-2000.

#### 6Dd

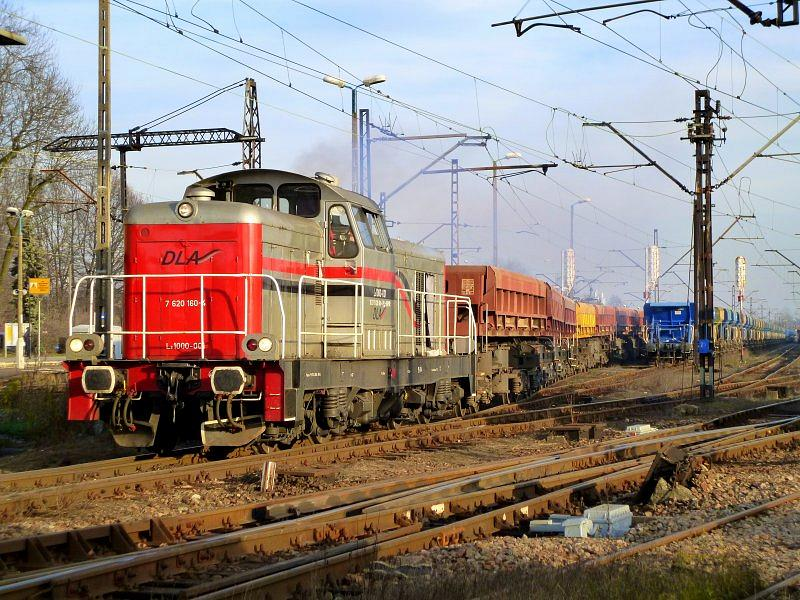
Ls1000-001

Niecały rok po wybudowaniu lokomotywy SM42-2000, PTKiGK z Rybnika przystąpiło do przebudowy lokomotyw typu 6D do typu 6Dd. W latach 1997–1999 lokomotywę SM42-2536 zmodernizowano własnymi siłami we własnych warsztatach. Zamontowano w niej importowany agregat napędowy MTU o mocy 1065 KM, maszyny elektryczne produkcji Dolmel Drivers oraz agregat sprężarkowy OBRPS. Oznaczenie zmieniono na Ls1000-01. W 2002 PTKiGK przebudowało również lokomotywę SM42-2197 oznaczając ją jako Ls1000-02.

#### 6De

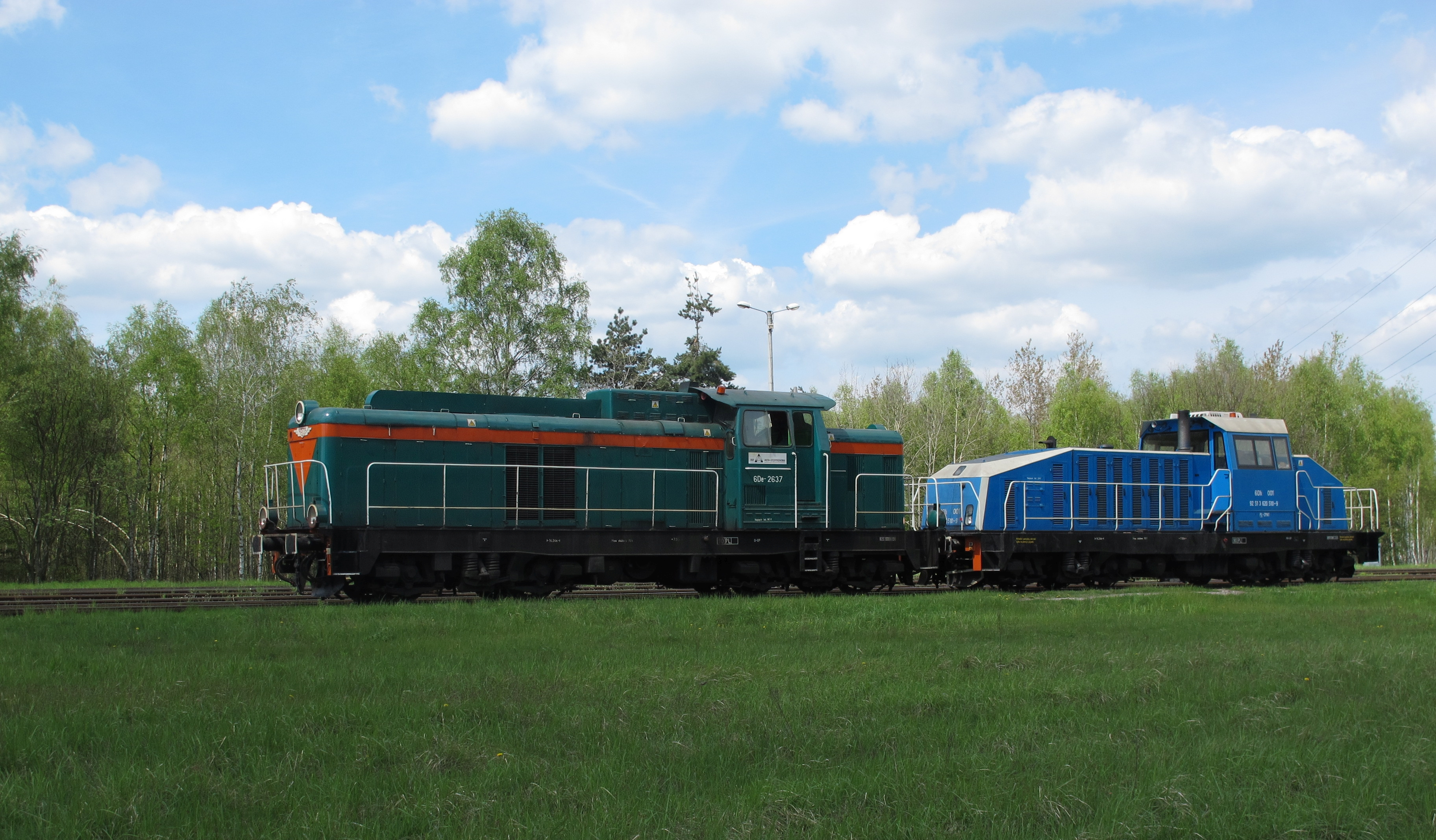
6De-2637 wraz z 6Dh-1 001

W 1998 ZNTK Poznań rozpoczęły modernizacje do typu 6De. Polegały one na zabudowie dwóch agregatów prądotwórczych w miejscu dotychczasowego jednego oraz instalacji systemu zdalnego sterowania radiowego. Odbiorcą 7 lokomotyw tego typu było przedsiębiorstwo ISD Huta Częstochowa.

#### 6Dg

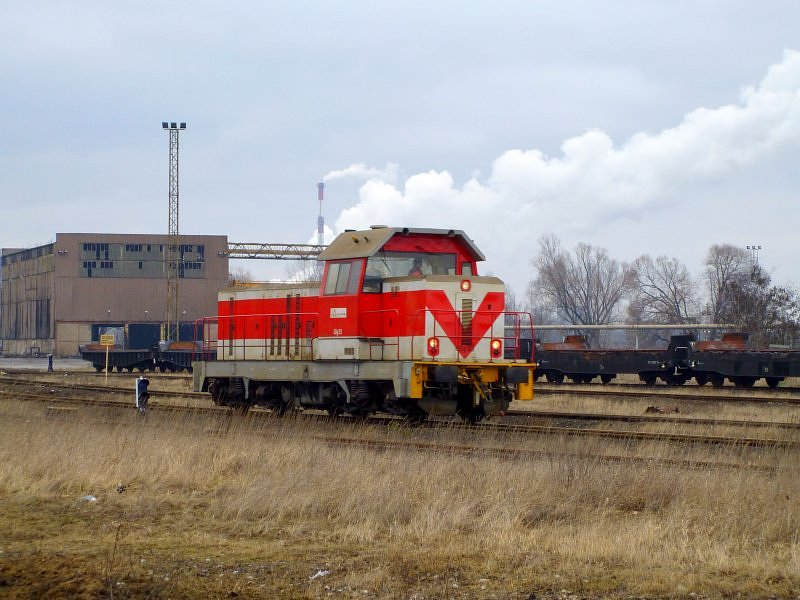
6Dg-03

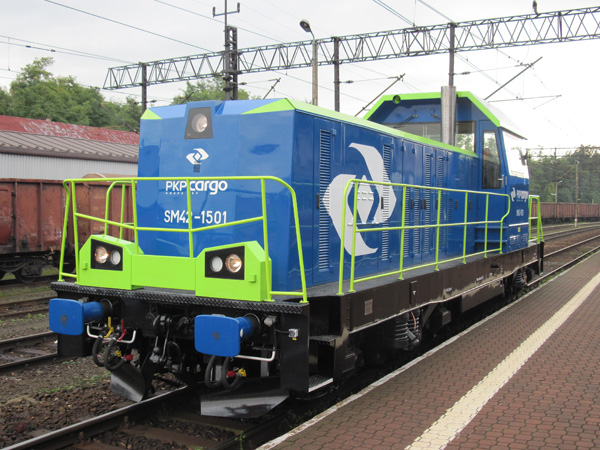
SM42-1501

Od 2007 zakłady Newag, przy współpracy projektowej z Instytutem Pojazdów Szynowych Politechniki Krakowskiej, przeprowadzają kompleksowe modernizacje lokomotyw SM42 oznaczonych jako 6Dg. Ze starych maszyn pozostaje tylko ostoja i wózki. W skład zespołu prądotwórczego wchodzi silnik spalinowy CATERPILLAR C27 oraz prądnica główna prądu przemiennego oraz prądnica pomocnicza. W związku z tym obniżone zostają przedziały maszynowe i elektryczne. Lokomotywa zyskuje nowy kształt zewnętrzny oraz ergonomiczną kabinę maszynisty z dużymi szybami czołowymi, znacznie poprawiającymi widoczność szlaku. Pierwsze trzy egzemplarze lokomotywy wyprodukowane zostały dla ISD Huta Częstochowa. W październiku 2009 wyprodukowany został czwarty egzemplarz – zamówiony przez PKP Cargo z bardzo bogatym i nowoczesnym wyposażeniem. Otrzymała oznaczenie SM42-1201 (seria 6Dg).
Obecnie w Newagu produkowane są kolejne egzemplarze 6Dg dla PKP Cargo. Zmodernizowana 6Dg-01 będąca własnością Huty Częstochowa została zaprezentowana na Międzynarodowych Targach Kolejowych Trako 2007 w Gdańsku, a SM42-1501 w barwach PKP Cargo na targach Trako 2009.
W 2011 powstała wersja 6Dg/A w wersji z mocniejszymi silnikami. Lokomotywy zostały zamówione przez Przedsiębiorstwo Transportu Kolejowego KOLTAR.

#### 6Dh-1

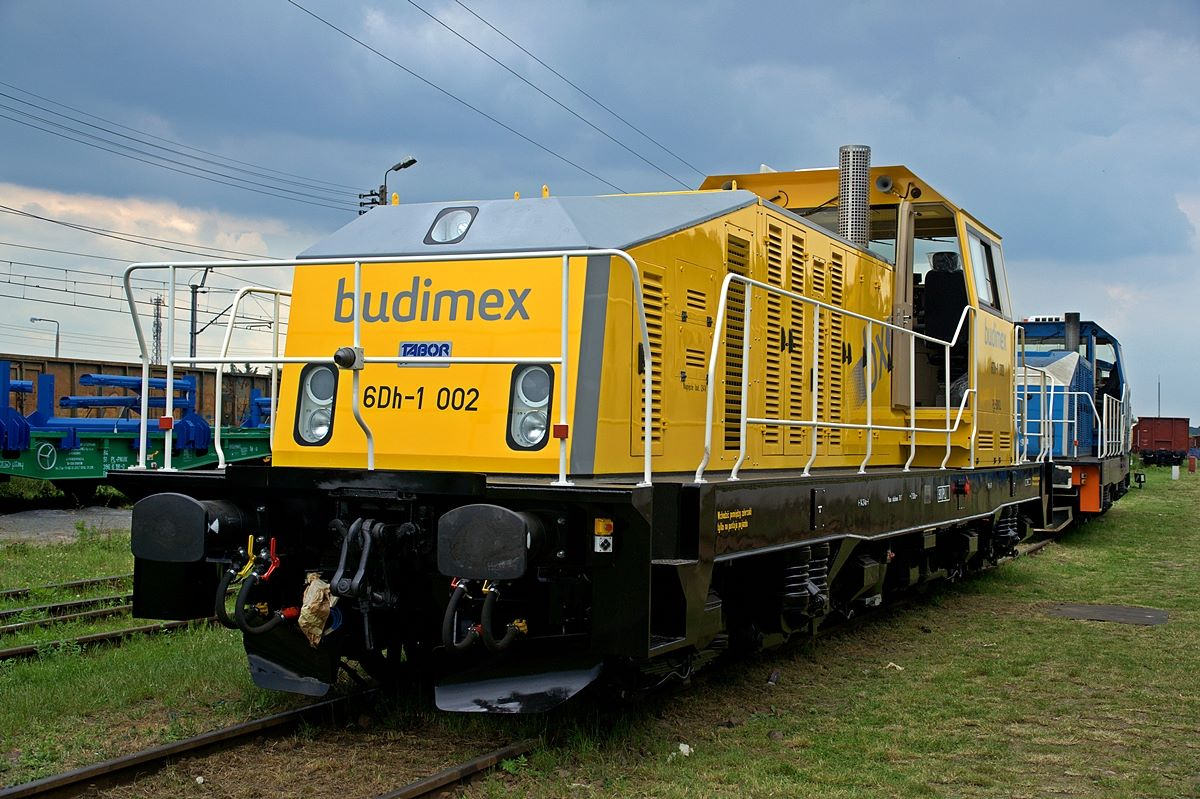
6Dh-1 002

W 2008 roku Tabor Dębica uzyskał świadectwo dopuszczenia dla lokomotywy typu 6Dh-1. Podobnie jak Newag, Tabor Dębica zabudował powerpack produkcji Caterpillar, nową prądnicę i system sterowania. Ponadto pojazd wyposażono w system wideorejestracji i tempomat. Względem wersji 6Dg zmieniony został jednak kształt pudła – zastosowano panoramiczne szyby i pochylono dachy przedziałów maszynowych, co miało na celu poprawę widoczności z kabiny maszynisty. Spalinowozowi nadano nazwę handlową Alf.
W połowie 2016 roku pierwsza sztuka, oznaczona 6Dh-1 001, przeszła testy na torze doświadczalnym w Węglewie, a następnie wyjechała na jazdy obserwowane w Lublinie. Tabor Dębica prowadził wówczas rozmowy z potencjalnym klientem i zapowiadał budowę kolejnych egzemplarzy. 24 czerwca 2017, podczas dnia otwartego przedsiębiorstwa, zaprezentowano drugi spalinowóz o oznaczeniu 6Dh-1 002 przeznaczony dla Budimexu

#### 6Di

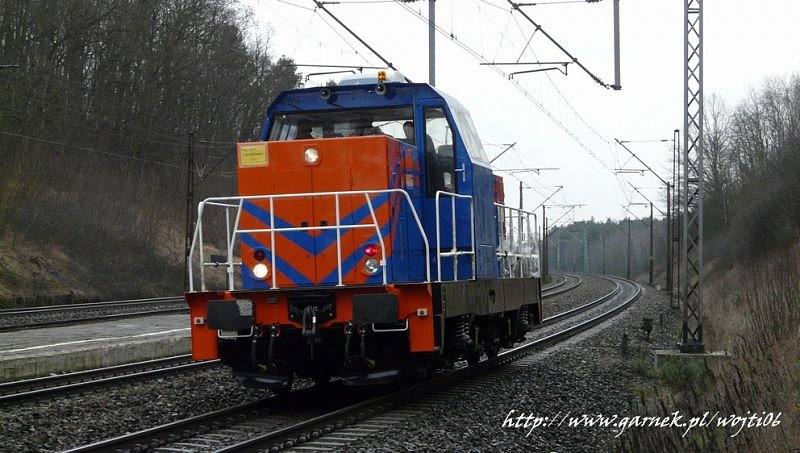
SM42-2126

Pod koniec 2008 Fablok i Instytut Pojazdów Szynowych „Tabor” otrzymały od Narodowego Centrum Badań i Rozwoju niecałe 3,5 mln zł dofinansowania na projekt celowy zatytułowany Zmodernizowana lokomotywa manewrowa typu 6D (serii SM42) z silnikiem spalinowym spełniającym wymagania normy EURO IIIa, po czym w 2009 obydwa przedsiębiorstwa przystąpiły do realizacji tego projektu. W tym samym roku IPS „Tabor” opracował założenia do projektu technicznego lokomotywy, której nadano typ 6Di, zaś w latach 2010–2011 powstała dokumentacja konstrukcyjna tego pojazdu.
Projekt zakładał zastosowanie budowy modułowej. Chciano pozostawić oryginalne wózki i ostoję, która miała zostać wzmocniona i przystosowana do zamocowania modułów ze wszystkimi głównymi układami i zespołami lokomotywy. Silnik spalinowy miał zostać zastąpiony przez jednostkę MAN D2842LE622 o mocy 622 kW spełniającą normy emisji spalin poziomu IIIa. Zmodernizowany bądź wymieniony miał zostać również zespół prądnic, tablica pneumatyczna, agregat sprężarkowy, kabina maszynisty, oświetlenie zewnętrzne, układy sterowania, diagnostyki i przeciwpoślizgowy, urządzenia łączności radiowej i związane z bezpieczeństwem ruchu oraz elektroniczne prędkościomierze i rejestratory. Budowa modułowa miała pozwalać na zabudowę innych urządzeń, w tym silnika spalinowego spełniającego normy IIIb, zgodnie z wymaganiami ewentualnych zamawiających.
Początkowo prototyp był realizowany przez Fablok, jednak po jego upadłości w maju 2013 projekt został przejęty przez Pesę Bydgoszcz. W związku z tą zmianą projekt został delikatnie zmodyfikowany – zdecydowano się na montaż silnika CAT C27 o mocy 708 kW i układu sterowania produkcji Medcomu, a dodatkowo m.in. zabudowano system sterowania radiowego i doposażono kabinę w część socjalną. 30 stycznia 2015 Pesa ukończyła modernizację pierwszego egzemplarza oznaczonego jako SM42-2126, który należał wówczas do przedsiębiorstwa Energetyczne Towarzystwo Finansowo-Leasingowe ENERGO-UTECH S.A. z Poznania. Pod koniec 2021 roku został sprzedany do Laude Smart Intermodal.

#### 6Dk

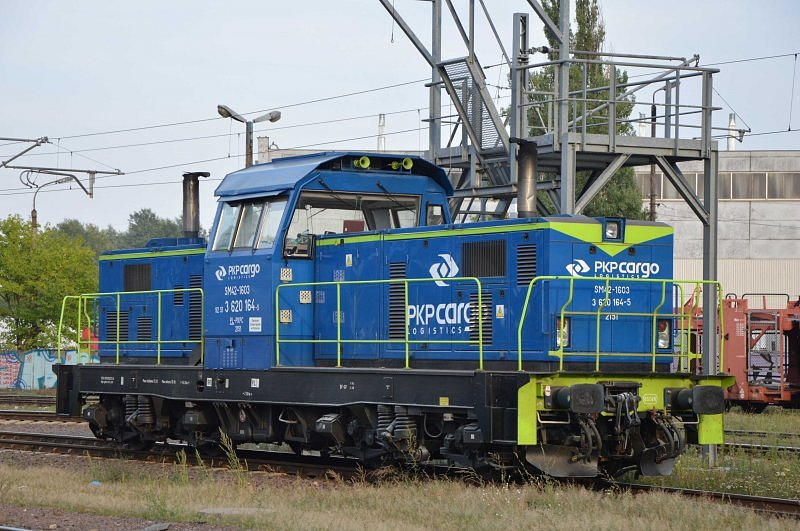
SM42-1603

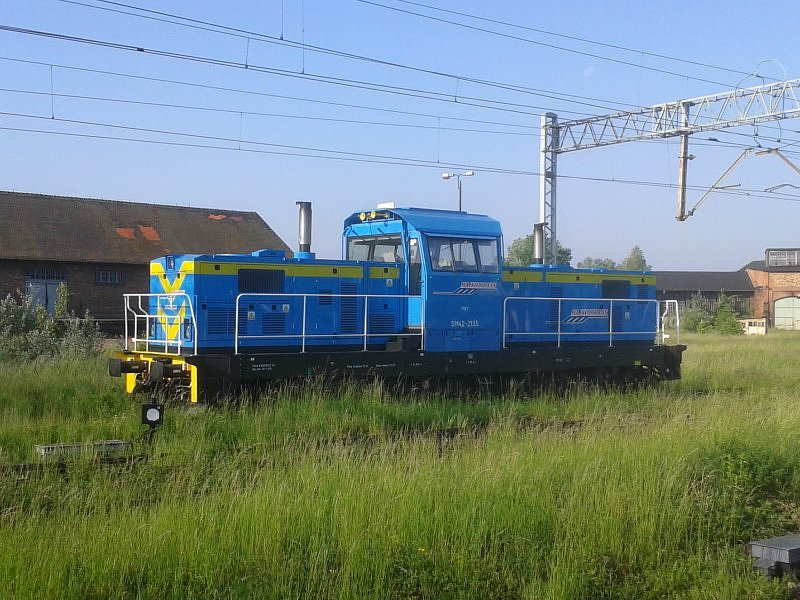
SM42-2135

Eksploatacja lokomotyw manewrowych pokazała, że podczas manewrów bardzo rzadko wykorzystuje się pełną moc silnika, co powoduje niepotrzebne zużywanie paliwa oraz skraca trwałość silnika. Mimo to czasami jednak potrzeba pełnej mocy, co powoduje, że zmniejszenie mocy silnika nie wchodzi w grę. Dobrym rozwiązaniem jest zatem użycie dwóch mniejszych silników o tej samej lub jeszcze lepiej różnej mocy. Takie rozwiązanie pozwala na wykorzystanie jednego, drugiego lub dwóch silników naraz. W 1997 zostało ono przetestowane podczas modernizacji lokomotywy dla Huty Częstochowa. Problemem tego spalinowozu była jednak niesymetryczność i brak miejsca na drugi silnik, który rozwiązano w modernizacji do typu 6Dk poprzez zbudowanie całkowicie nowego pudła.
Projekt został wykonany przez Pesę Bydgoszcz, Instytut Pojazdów Szynowych „Tabor” i CZ Loko. Z oryginalnej lokomotywy pozostawiono ostoję i wózki, które również zostały nieco przebudowane. Kabina maszynisty została przeniesiona na środek, zaś na początku i końcu umieszczono kontenery trakcyjne z agregatami napędowymi bazującymi na silnikach Caterpillar C15 i alternatorach trakcyjnych produkcji Siemensa wraz z przekształtnikami. Agregaty mogą pracować w różnych kombinacjach, a moc całkowita pojazdu jest większa niż fabrycznej SM42 – w czasie pracy na dwóch agregatach lokomotywa osiąga moc około 800 kW. Ponadto modernizacja pozwoliła na zastosowanie budowy modułowej, co ułatwia obsługę serwisową lokomotywy.
We wrześniu 2009 prototypowa lokomotywa przeznaczona dla PKP Cargo, oznaczona jako SM42-1601, została zaprezentowana na Międzynarodowych Targach Kolejowych Trako w Gdańsku. W połowie kwietnia 2010 została ona odebrana przez przewoźnika i rozpoczęto jej eksploatację. Rok później Pesa Bydgoszcz i PKP Cargo podpisały umowę na dostawę kolejnych 4 egzemplarzy z terminem dostaw do końca lutego 2012. Zmodernizowanym spalinowozom nadano numery od 1602 do 1605. W 2012 modernizację jednej lokomotywy zlecił również prywatny przewoźnik Majkoltrans. Pod koniec listopada ukończono przebudowę, w ramach której lokomotywa zachowała dotychczasowy numer.
Łącznie do końca 2012 przebudowano w ten sposób 6 lokomotyw.
| Oznaczenie po mod. | Oznaczenie przed mod. | Rok produkcji | Rok modernizacji |
| ------------------ | --------------------- | ------------- | ---------------- |
| SM42-1601          | SM42-1078             | 1986          | 2010             |
| SM42-1602          | SM42-1055             | 1980          | 2011             |
| SM42-1603          | SM42-569              | 1973          | 2011             |
| SM42-1604          | SM42-921              | 1977          | 2012             |
| SM42-1605          | SM42-1144             | 1990          | 2012             |
| SM42-2135          | SM42-2135             | 1972          | 2012             |

#### 6Dl

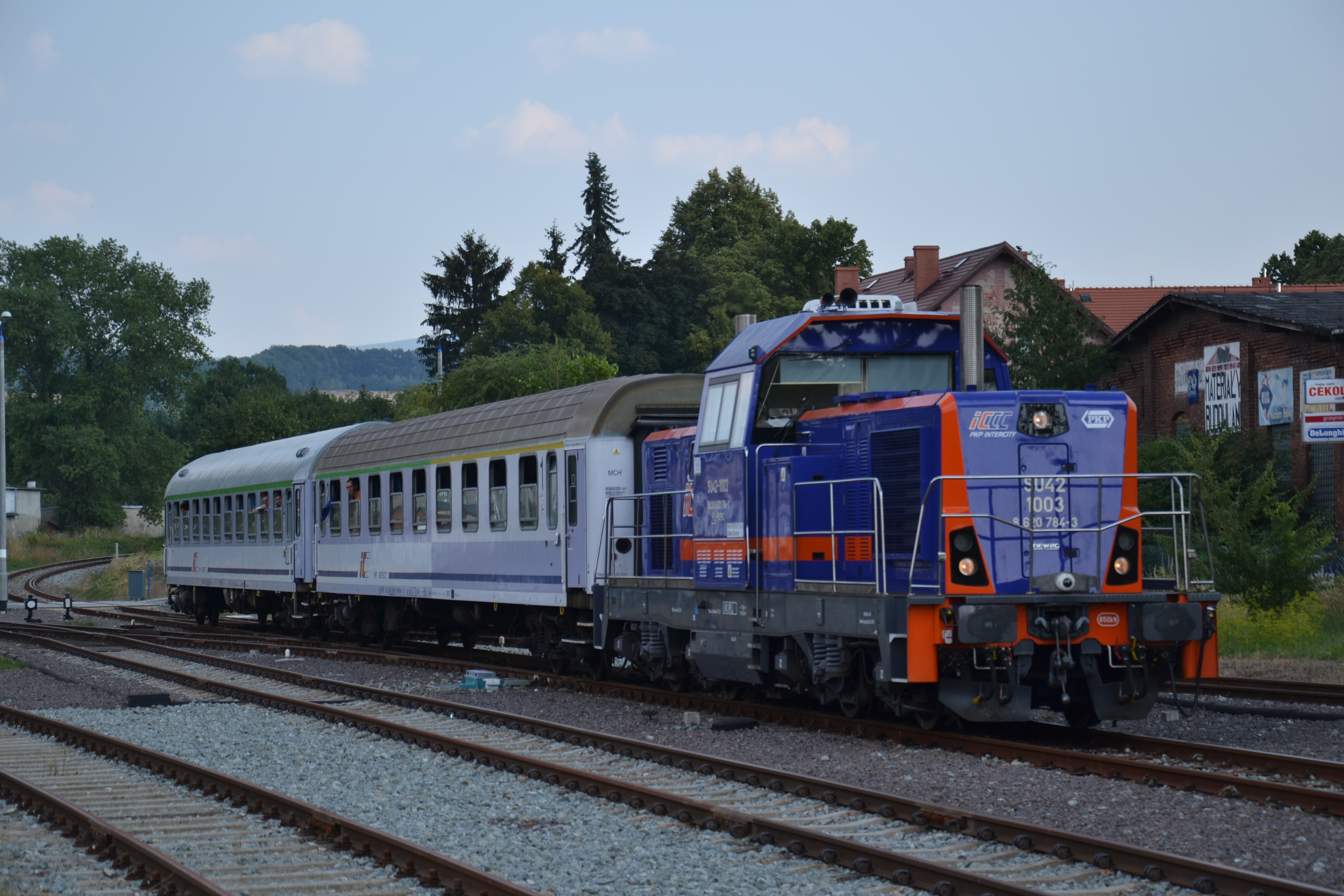
SU42-1003

We wrześniu 2013 PKP Intercity zamówiło w Newagu 10 przebudów lokomotyw typu 6D na dwuagregatową lokomotywę typu 6Dl z systemem zasilania składu pociągu w energię elektryczną. Z końcem 2013 rozpoczęto prace nad projektem, w maju 2015 zakończono realizację zamówienia.
| Oznaczenie po mod. | Oznaczenie przed mod. | Rok produkcji | Data zakończenia mod. |
| ------------------ | --------------------- | ------------- | --------------------- |
| SU42-1001          | SM42-576              | 1973          | 12 sierpnia 2014      |
| SU42-1002          | SM42-643              | 1973          | 31 stycznia 2015      |
| SU42-1003          | SM42-179              | 1969          | 6 marca 2015          |
| SU42-1004          | SM42-574              | 1973          | 3 marca 2015          |
| SU42-1005          | SM42-1008             | 1978          | 26 marca 2015         |
| SU42-1006          | SM42-429              | 1971          | 3 kwietnia 2015       |
| SU42-1007          | SM42-189              | 1969          | 14 kwietnia 2015      |
| SU42-1008          | SM42-563              | 1973          | 23 kwietnia 2015      |
| SU42-1009          | SM42-604              | 1973          | 6 maja 2015           |
| SU42-1010          | SM42-530              | 1972          | 12 maja 2015          |

#### 6Dm

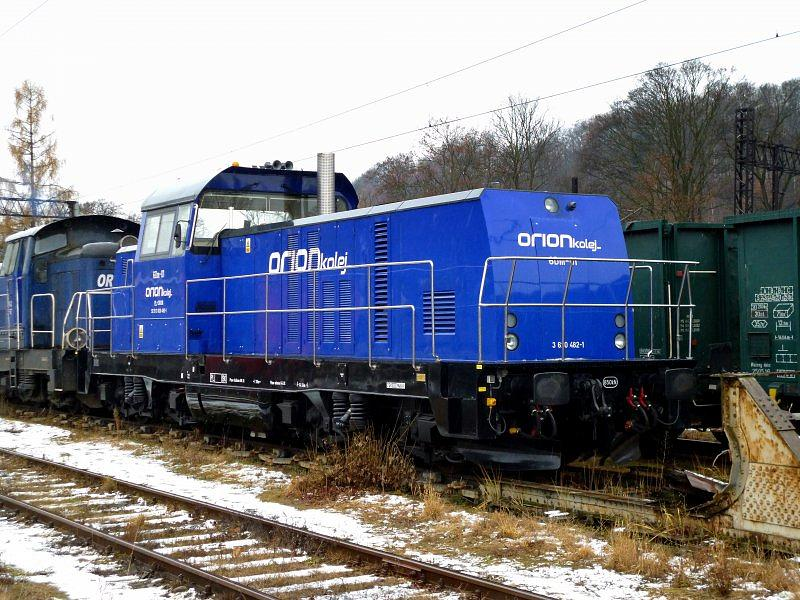
6Dm-01

W 2010 prace nad modernizacją spalinowozu serii SM42 rozpoczęło przedsiębiorstwo Orion Kolej. W kwietniu 2015 na tory wyjechał egzemplarz 6Dm-01, a w lipcu rozpoczęto proces jego certyfikacji.

#### 18D

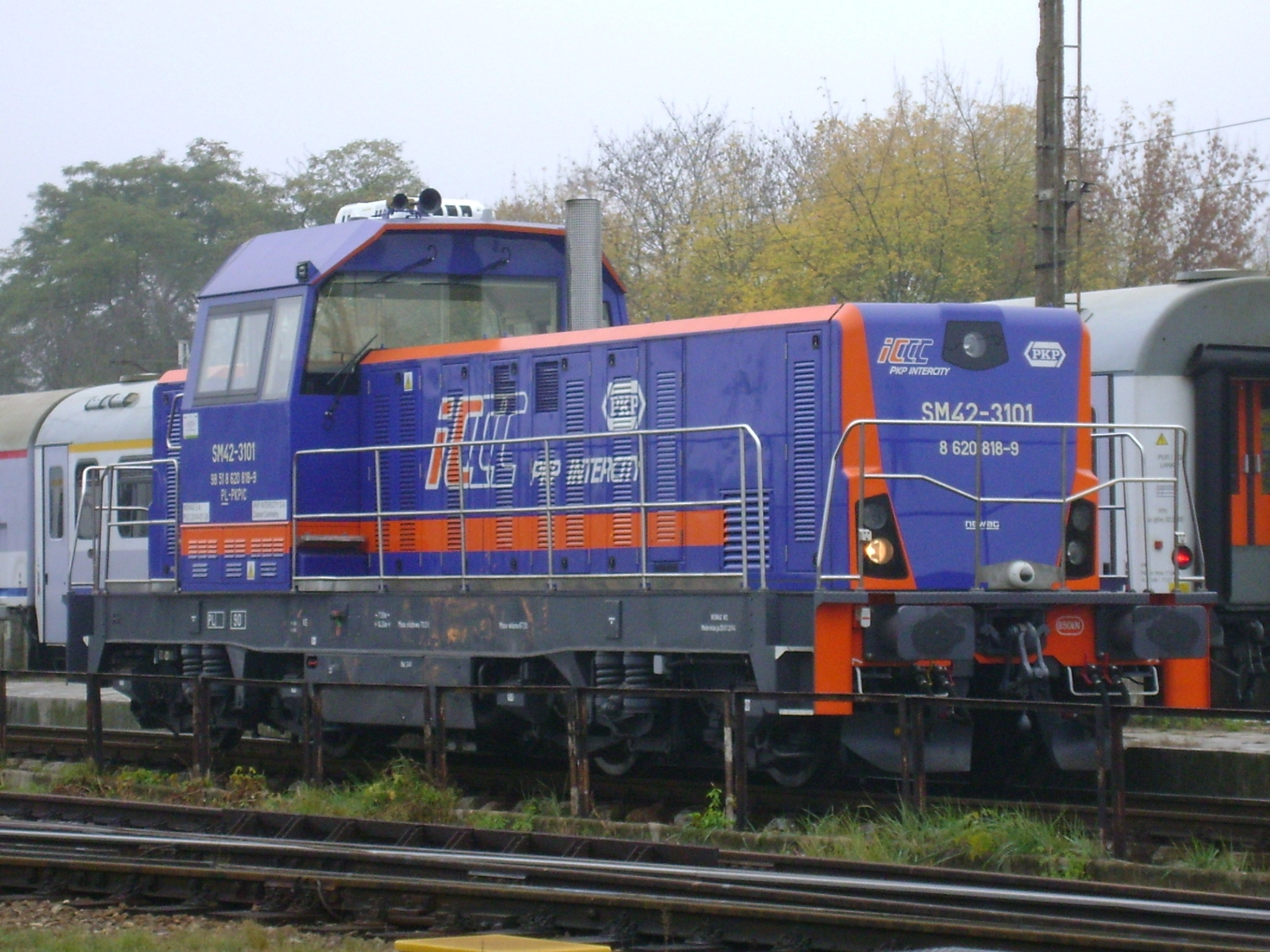
SM42-3101

We wrześniu 2013 PKP Intercity zamówiło w Newagu 10 przebudów lokomotyw typu 6D na jednoagregatową lokomotywę typu 18D z systemem jazdy akumulatorowej. Z końcem 2013 rozpoczęto prace nad projektem, a 8 kwietnia 2014 na torze doświadczalnym Instytutu Kolejnictwa w Węglewie miały miejsce testy pierwszej lokomotywy. Do regularnej służby weszła ona na początku czerwca 2014, a całość zamówienia zrealizowano do listopada 2014.
| Oznaczenie po mod. | Oznaczenie przed mod. | Rok produkcji | Data zakończenia mod. |
| ------------------ | --------------------- | ------------- | --------------------- |
| SM42-3001          | SM42-396              | 1971          | 22 lipca 2014         |
| SM42-3002          | SM42-561              | 1972          | 25 lipca 2014         |
| SM42-3003          | SM42-980              | 1978          | 26 lipca 2014         |
| SM42-3004          | SM42-027              | 1967          | 28 lipca 2014         |
| SM42-3005          | SM42-121              | 1968          | 28 lipca 2014         |
| SM42-3101          | SM42-635              | 1973          | 28 lipca 2014         |
| SM42-3102          | SM42-479              | 1972          | 8 sierpnia 2014       |
| SM42-3103          | SM42-514              | 1972          | 29 października 2014  |
| SM42-3104          | SM42-642              | 1973          | 8 listopada 2014      |
| SM42-3105          | SM42-524              | 1972          | 21 listopada 2014     |

## Eksploatacja przez innych przewoźników

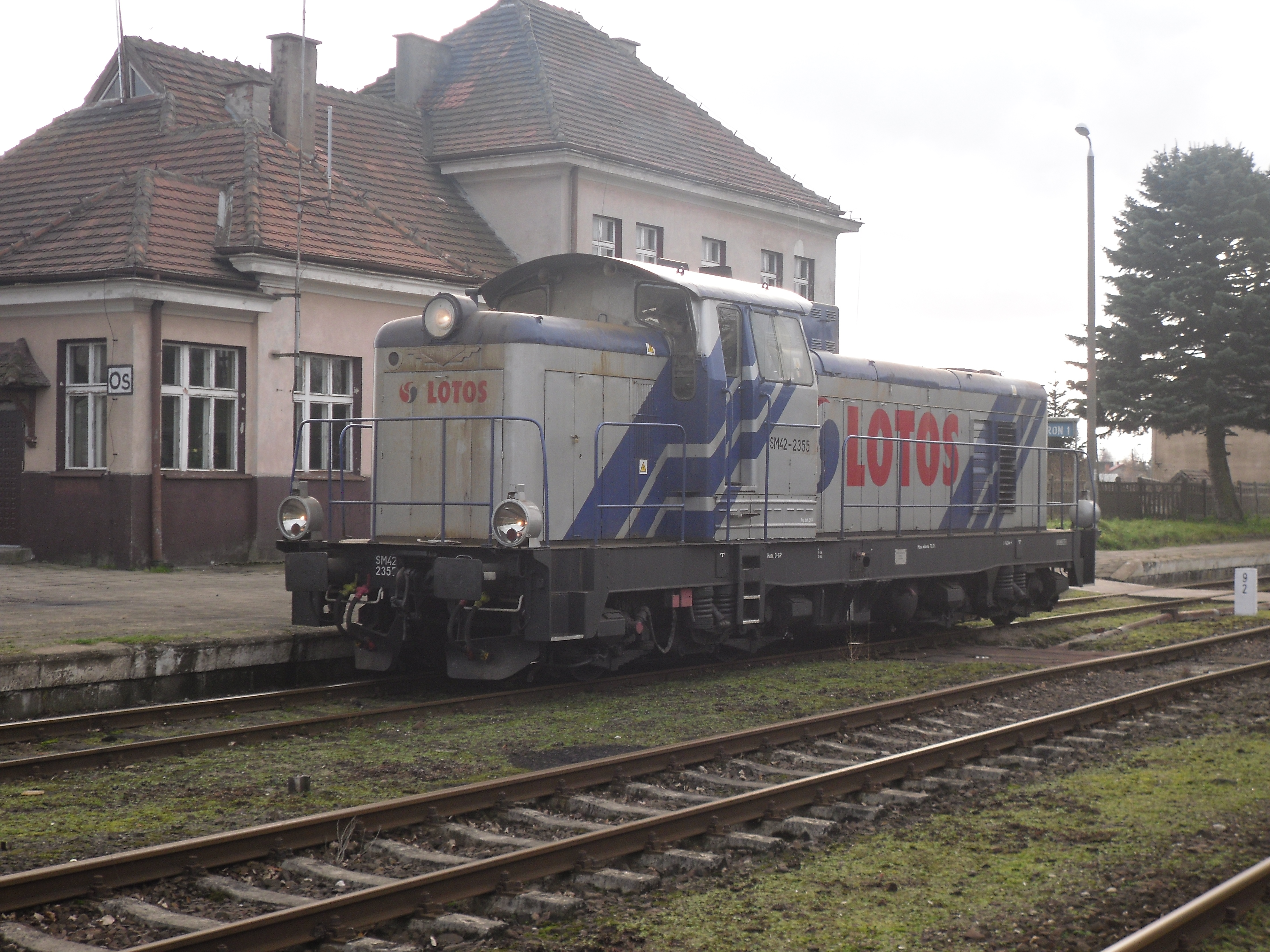
SM42 w barwach Lotos Kolej

Na kolejach przemysłowych lokomotywy serii SM42 dostarczane były w latach 1967–1992 i oznaczane są jako Ls800P z numerami taborowymi od 2001 wzwyż. Najczęściej lokomotywy spalinowe SM42 wykorzystywane są przy obsłudze bocznic kolejowych, natomiast rzadziej w ruchu pociągów towarowych. Od lat 90. przewoźnicy prywatni poddają lokomotywy kompleksowym remontom i modernizacjom, m.in. poprzez przystosowanie do sterowania za pomocą radia, montaż nowych silników i oprzyrządowania. Najbardziej zaawansowaną tego typu modernizacją jest przebudowana w latach 1997–1999 lokomotywa Ls1000, należąca do PTKiGK w Rybniku. Oprócz wymiany silnika na wysokoprężny MTU o większej mocy i montaż nowej prądnicy typu LSG-850-90, zastosowano także nową, amortyzowaną kabinę maszynisty z wejściami z pomostów oraz ergonomiczne fotele i nowoczesne urządzenia sterowania. W 2002 przebudowano kolejną lokomotywę.

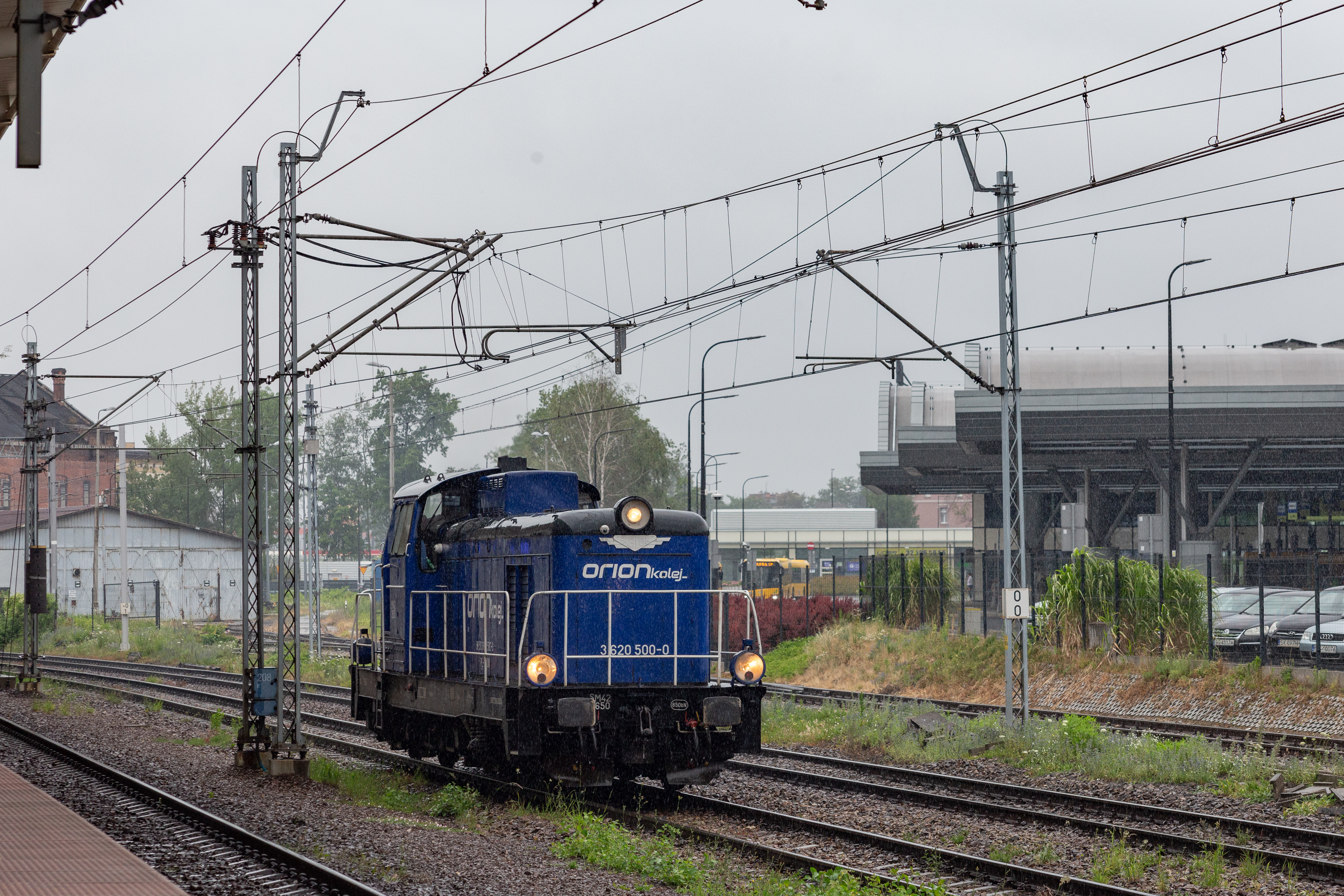
SM42 w barwach Orion Kolej

Dwadzieścia dwie lokomotywy SM42 pozostają w użytkowaniu przez Przedsiębiorstwo Usług Kolejowych Kolprem w Dąbrowie Górniczej. Użytkowane przez PUK Kolprem lokomotywy poddawane są modernizacji, polegającej na zabudowie sterowania zdalnego lokomotywą szwedzkiej firmy Akerstroms. Modernizacja umożliwia obsługę lokomotywy przez jedną osobę, posiadającą uprawnienia maszynisty i ustawiacza. Sterowanie lokomotywą odbywa się zdalnie, poprzez nadajnik zdalnego sterowania, za pomocą którego maszynista kieruje lokomotywą, z maksymalnej odległości 1 km.
W 2019 roku dwie lokomotywy o numerach 003 i 482 zakupił przewoźnik METRANS Polonia. Lokomotywa SM42-482 wcześniej w 2016 roku została wystawiona na sprzedaż przez Przewozy Regionalne celem złomowania, jednak ze względu na brak zainteresowania nie została zezłomowana. Znajdująca się na stanie METRANS Polonia SM42-003 jest obecnie najstarszym istniejącym pojazdem z serii.
Lokomotywa SM42-2243 eksploatowana przez Kolprem do manewrów w spiekalni rudy dawnej Huty Katowice, pod oznaczeniem UFO nr 8837, została przebudowana na napęd elektryczny z sieci trakcyjnej 3 kV, przy użyciu dwóch pantografów, ponadto zamontowano w niej zdalne sterowanie i zlikwidowano stanowisko maszynisty.